# Budova TOKOVO
Budova TOKOVO (dříve KOVO) je kancelářská výšková budova v Praze 7 - Holešovicích, ulice Jankovcova 1518/2. Devatenáctipatrová, 68 metrů vysoká budova, dříve byla sídlem NKÚ - Nejvyššího kontrolního úřadu. Byla postavena mezi lety 1974-1977, rozsáhlá rekonstrukce této budovy proběhla v roce 2004.

## Fotogalerie

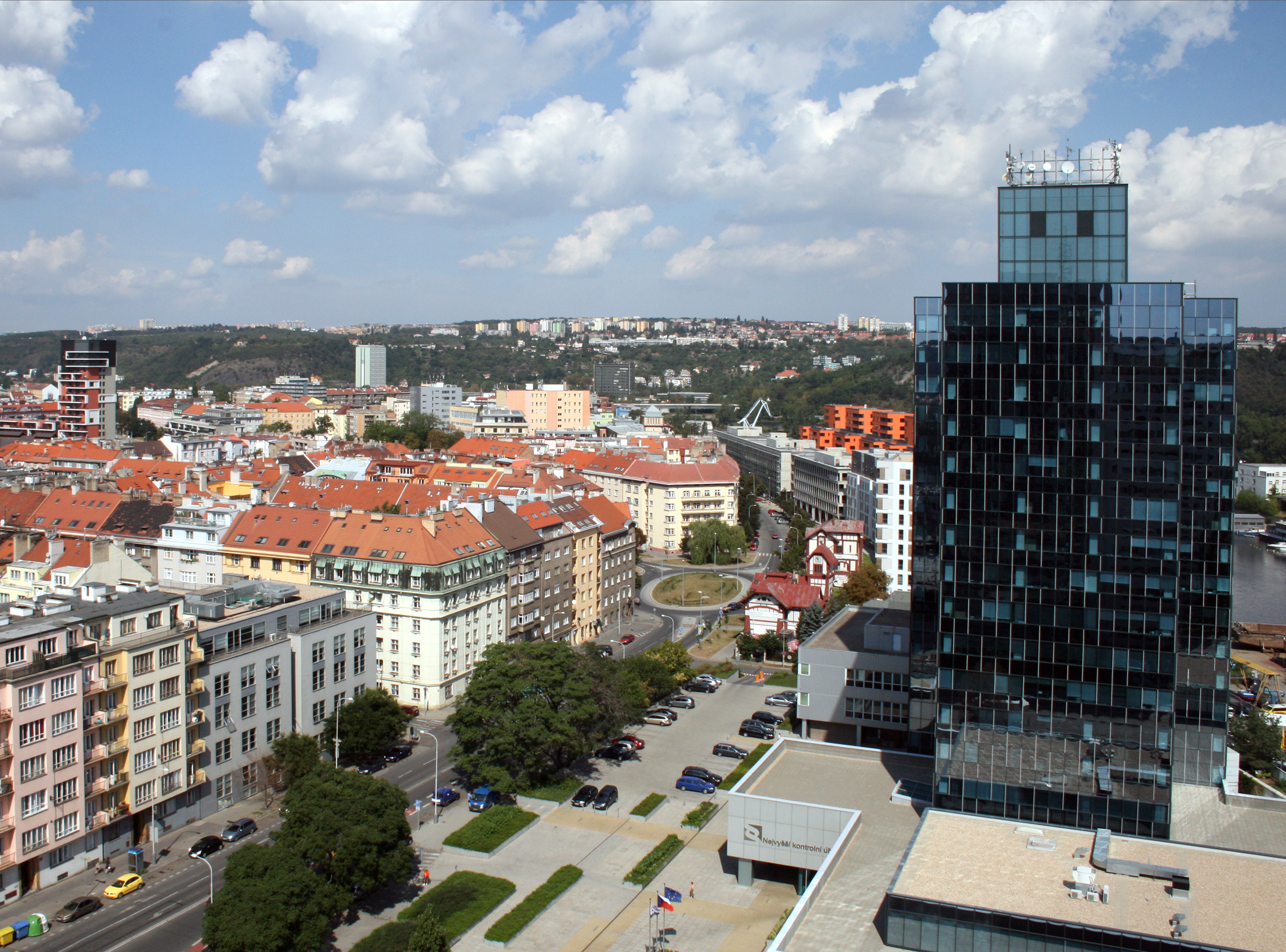
Pohled na budovu TOKOVO z Lighthouse Vltava Waterfront Towers, rok 2009
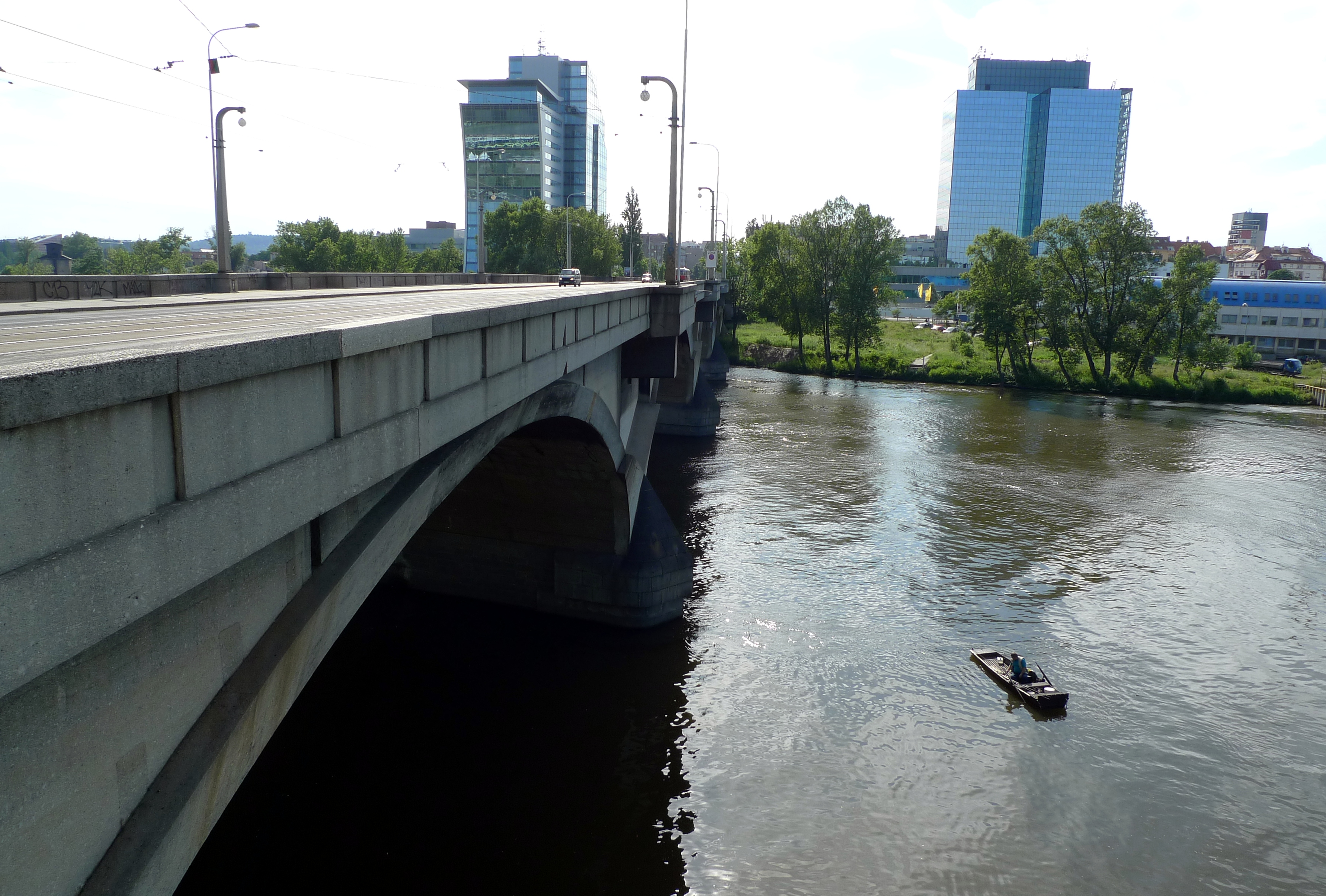
Pohled na Holešovice, vlevo Lighthouse Vltava Waterfront Towers, vpravo TOKOVO, rok 2010
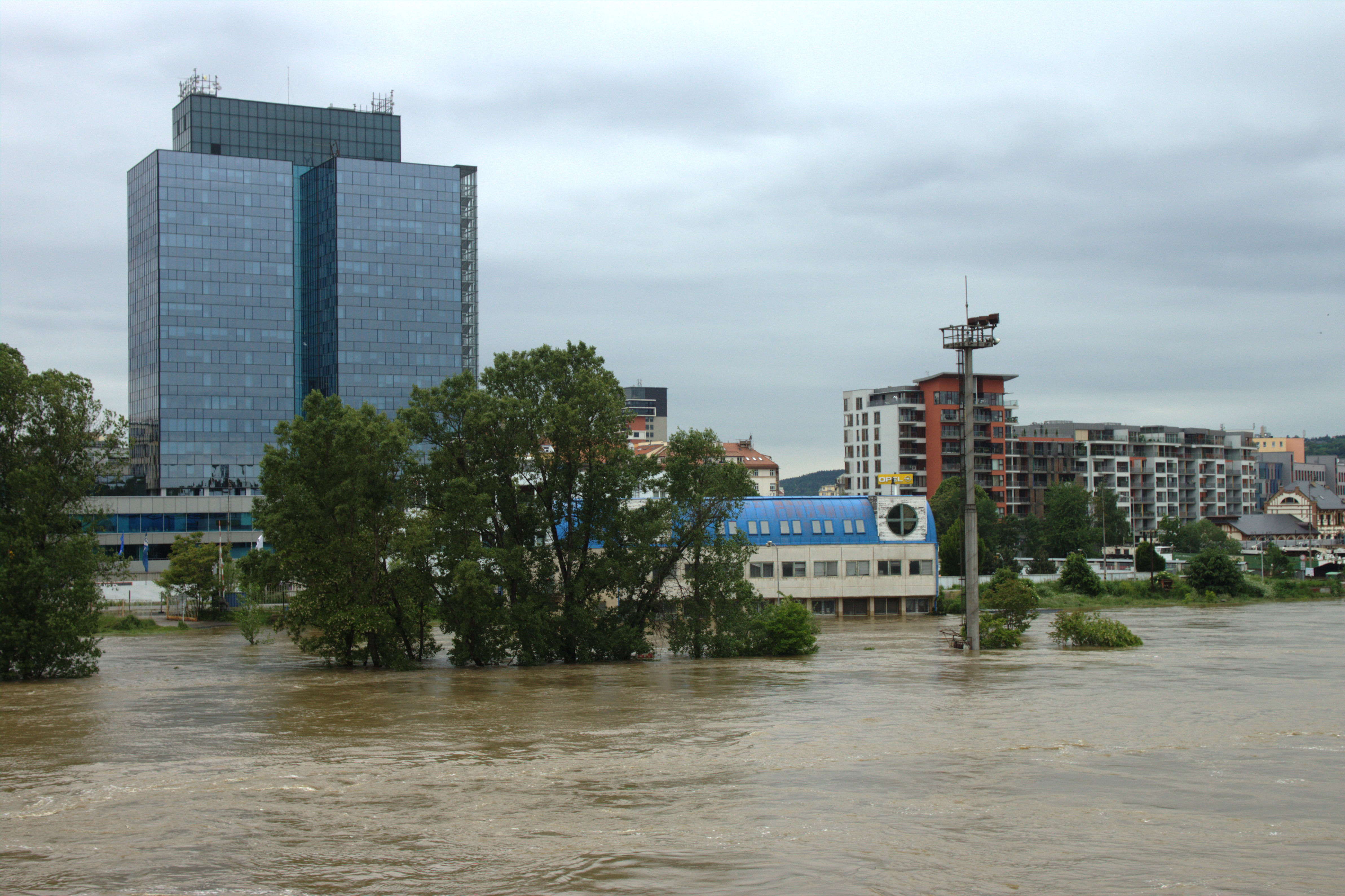
Budova TOKOVO při povodních v roce 2013